# Eysteinn Beli
Eysteinn Beli (nórdico antiguo: Eysteinn inn illráði; sueco: Östen Illråda) (n. 686), también Östen Beli o Eysteinn el Hechizado, fue un legendario rey vikingo que gobernó Suecia a finales del siglo VIII. Era hijo del legendario monarca danés Harald Hilditonn.

## Krákumál
Según el poema escáldico Krákumál (estrofa 7), pereció en Ulleråker al sur de Upsala.
| Hjoggum vér með hjörvi. Hitt vas æ fyr löngu, es á Gautlandi gengum at grafvitnis morði; þá fengum vér Þóru, þaðan hétu mik fyrðar, es lyngölun lagðak, Loðbrók at því vígi; stakk á storðar lykkju stáli bjartra mála. | Balanceamos nuestra espada; de esto hace mucho ya cuando anduvimos en Götaland al asesinato del lobo-excavador. entonces recibimos a Þóra; desde encontes (en aquella batalla cuando maté al pescado de brezo) la gente me llamaba pantalones peludos. Apuñalé con la lanza en el lazo de la tierra." |

## Ragnarssona þáttr
Aparentemente la versión primitiva de Ragnarssona þáttr, relata que los hijos de Ragnar Lodbrok habían partido de Suecia para conquistar Selandia, Reidgotaland (aquí Jutlandia), Gotland, Öland y las islas menores. Ivar el Deshuesado, el caudillo vikingo de todos ellos, se asentó en Lejre con sus hermanos.
Ragnar estaba celoso de sus hijos y puso a Eysteinn Beli como jarl de Suecia, asignándole la tarea de proteger el país de sus hijos. Eysteinn devastó la costa del Báltico mostrando su fuerza.
Los hijos de Ragnar, Eric y Agnar navegaron hasta el lago Mälaren y enviaron un mensaje al Jarl Eysteinn solicitando que deseaban verle sometido a su caudillaje, manifestando que Erik deseaba también desposarse con la hija del jarl, Borghild (o Ingeborg). Eysteinn contestó que debía consultarlo con el resto de caudillos suecos que finalmente se negaron a la oferta y ordenaron atacar a los hijos rebeldes. Los hijos de Ragnar fueron derrotados en la batalla, donde Agnar murió y Erik fue capturado.
Eysteinn ofreció a Erik Uppsala öd como deseaba y a Borghild (o Ingeborg) como wergeld por la muerte de Agnar pero Erik prefirió tras la humillante derrota escoger nada más el día de su muerte. Erik pidió ser empalado sobre lanzas que lo ensalzasen encima de sus muertos y su deseo fue concedido.
En Selandia, Aslaug y sus hijos Björn y Hvitsärk, se enteraron de la desgracia mientras jugaban a hnefatafl y disgustados se dirigieron con una gran flota a Suecia. Aslaug, que se hizo llamar Randalin, encabezó la caballería arrasando por tierra y mató a Eysteinn en una gran batalla.

## Saga de Ragnar Lodbrok
La saga de Ragnar Lodbrok cita que Eysteinn era rey de Suecia y buen amigo de Ragnar Lodbrok. Eysteinn tenía la más hermosa de las mujeres como hija, llamada Ingeborg (o Borghild). Eysteinn era también un devoto pagano y participaba en numerosos blóts de Gamla Uppsala donde nunca antes se había visto algo igual. Los suecos adoraban a una vaca sagrada llamada Sibilja, y cuando eran atacados por sus enemigos ellos tenían a su vaca al frente de la formación de batalla. La magia de la vaca era tan poderosa que cuando comenzaba a bramar los enemigos luchaban entre ellos.
Cuando Ragnar Lodbrok estaba visitando a Eysteinn en Upsala, Eysteinn sugirió que Ragnar se desposase con Ingeborg (o Borghild) y la tuviera como consorte en lugar de la cortesana Aslaug (o Kraka). Ragnar se comprometió en matrimonio con Ingeborg (o Borghild). Eventualmente Aslaug encontró tres pequeñas aves y dijo a Ragnar que no era cortesana, que era hija de Sigurd y Brynhild. Como Ragnar entendió que Aslaug (o Kraka), poseía mejor ascendencia que Ingeborg (o Borghild), decidió no regresar a Suecia y declinó casarse con la hija de Eysteinn.
Eysteinn se enojó con el cambio de opinión de Ragnar y declaró que su amistad había finalizado. Llegaron tales noticias a los hijos de Ragnar, Erik y Agnar, que decidieron ir a Suecia a devastar el territorio, ya que a su padre no le importaría nunca más.
Eysteinn reunió a la asamblea (thing) sueca, convocó el leidang y trajo a Sibilja para unirse al ejército. Cuando llegaron al campamento de Erik y Agnar, Eysteinn ordenó a un tercio de su ejército que atacara de frente mientras el resto hiciera lo mismo desde diferentes posiciones una vez que se iniciase la batalla. Así se hizo y la vaca Sibilja comenzó a bramar. Los hombres de Erik y Agnar comenzaron a pelear entre ellos y Agnar murió mientras que Erik fue apresado.
Eysteinn ofreció a Eric paz y a Ingeborg pero Eric prefirió tras la humillante derrota escoger nada más el día de su muerte. Eric pidió ser empalado sobre lanzas que lo ensalzasen encima de sus muertos y su deseo fue concedido.
Cuando Aslaug se enteró de la muerte de Eric y Agnar, lloró sangre, y solicitó a los hijos de Ragnar venganza para sus hermanos. Ivar el Deshuesado tuvo pavor de la magia que gobernaba en Suecia, pero cuando el más joven de los hermanos de sólo tres años de edad Sigurd anunció que él atacaría a Eysteinn, el resto de hermanos cambiaron de opinión.
El padre adoptivo de Sigurd preparó cinco naves para su hijo. Hvitsärk y Björn reunieron catorce, mientras que Aslaug e Ivar comandaban diez naves cada uno. Ivar no permitió a su madre Aslaug participar en la travesía, pero pudo reunir un ejército de jinetes que se desplazaría a Suecia por tierra. Ella aceptó y cambió su nombre por Randalin.
Cuando los ejércitos se enfrentaron, Ivar dijo a todos que hiciesen tal alboroto que impidiera escucharse el bramido de Sibilja. Como no sirvió para nada, Ivar disparó dos flechas a los ojos de la vaca pero siguió bramando. Ivar pidió entonces a sus hombres que lo lanzasen encima de la vaca. Ivar se cargó con todo lo que pudo para obtener el mayor peso posible, cayó sobre la vaca y la aplastó.
El leidang sueco fue derrotado y Eysteinn muerto. Los hijos de Ragnar clamaron que sus hermanos habían sido vengados y que los suecos podían seguir con sus actividades vikingas.

## Hervarar saga ok Heiðreks
La saga Hervarar cita que Eysteinn Beli era hijo de Harald Wartooth. Hervarar saga proclama a Harald Wartooth como rey de Suecia y a Sigurd Ring rey de Dinamarca. Aquí Eysteinn hereda Suecia de su padre y gobernó el territorio hasta que fue derrotado y muerto por los hijos de Ragnar Lodbrok. A su muerte Björn Ragnarsson se convierte en rey de Suecia.

## Gesta Danorum
La Gesta Danorum (libro 9) de Saxo Grammaticus también cita a Eysteinn, pero muy brevemente. Agnar se entera de que su hermano Erik ha muerto en manos de Östen (o Eysteinn Beli), rey de Suecia, deseó vengar a su hermano y murió en la batalla.

## Skáldatal
Skáldatal menciona que Eysteinn Beli era el patrón de muchos escaldos, incluido Bragi Boddason, Grundi prúði, Erpr lútandi, Kálfr þrænzki, Refr ryzki, Ormr oframi, dos escaldos con el mismo nombre Ölvaldi, Ávaldi, Fleinn skáld y Rögnvaldr skáld.

## Hversu Noregr byggðist
Hversu Noregr byggðist y Hákonar saga góða hablan de un rey llamado Eysteinn illráði que tenía a un perro como virrey. Hversu solo hace mención del hecho y Hákonar saga góða le dedica algunos detalles más. Cuando el rey de Oppland (Eysteinn Upplendingakonungr o Eysteinn hinn illi) conquista Trondheim, envía a su hijo Onund para gobernar el territorio pero los habitantes de Trondheim se rebelan y le matan por lo que vuelve a conquistar el territorio y entonces les da a elegir entre su esclavo, Thorer Faxe, o su perro Saurr (que significa "excremento"), como nuevo virrey. Los noruegos eligen al perro, ya que pensaban que podrían desembarazarse del can pronto. Durante tres años el perro es tratado a cuerpo de rey, con un collar de oro, cortesanos, trono, una mansión y firmando de forma rutinaria los decretos con sus huellas. Un día los lobos entran en su habitáculo y lo destrozan a pedazos.
A destacar que en el contexto del rey Can, aparecen las figura de dos reyes con el mismo nombre, Eysteinn (hinn) illráði, que vivieron en Oppland y Uppland respectivamente, y no parece que sea una coincidencia. Una confusión similar sucede con el rey sueco Onela y el rey Áli de la Oppland noruega (en lugar de la sueca Uppland).